# Dánae (Mabuse)

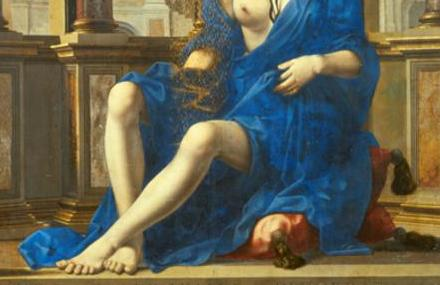
Pormenor de Dânae.

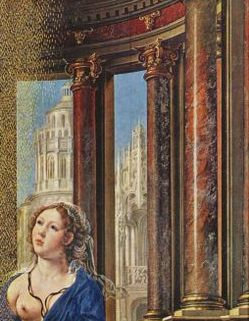
Pormenor de Dânae.

Dánae ou Dânae é um óleo sobre madeira de Jan Gossaert Mabuse, talvez a mais célebre pintura do artista. Foi pintado em 1527, numa placa de madeira com as avultadas medidas de 114,2 x 95,4 cm, e hoje é albergado pela Antiga Pinacoteca, em Munique.
A pintura pertenceu à colecção de Rodolfo II da Germânia, sedeada em Praga, na antiga Boémia (hoje, República Checa), segundo um documento da Galeria do Eleitorado datado de 1748.

## O tema
O quadro representa Dânae no momento da sua fecundação. Segundo a tradição, Dânae, presa pelo seu pai numa torre de bronze para que não gerásse herdeiros, atraiu as atenções de Zeus, que, perdido de amores pela princesa de Argos, tomou a forma de uma chuva de ouro que penetrou no edifício, através dum orifício no tecto deste, caíndo sobre o colo de Dânae, engravidando-a.
A princesa surge no centro da composição, sentada sobre almofadas vermelhas, no meio de uma soberba varanda revestida a mármore e ouro, observando inerte a chuva de ouro caíndo sobre o seu manto azul e sobre o seu colo. Coberta por um notável manto azul, que dá vivacidade e realce à composição, e que contrasta com o vermelho e o laranja das colunas de mármore, Dânae surge com um seio descoberto, realçando a sua postura clássica. As suas pernas, excessivamente magras, enterlaçam-se uma na outra, deixando deslizar o manto, formando algo como um abrigo para aquela chuva dourada.
Sobre os seus cabelos ruivos, surge preso por uma tiara de pérolas, coroada por um rubi, um véu transparente, que denuncia as suas pureza e virgindade.
Geométricamente estudada, bem ao estilo do Renascimento, a composição exibe uma luxuosa perspectiva sobre uma varanda revestida a mármore e talha dourada, com vista para alguns edifícios altos, que exibem algumas torres (presume-se que formem um monastério).
Porém, esta obra de arte contém alguns erros, sendo que o mais evidente é a excessiva largura do pescoço da princesa, contrastando com a magreza evidente nas suas pernas.